# Jāneslū
Jāneslū (persiska: جانويسلو, جانسلو, Jānvīslū, جانوسلو) är en ort i Iran.   Den ligger i provinsen Västazarbaijan, i den nordvästra delen av landet, 600 km väster om huvudstaden Teheran. Jāneslū ligger 1 406 meter över havet och antalet invånare är 408.
Terrängen runt Jāneslū är kuperad åt sydväst, men åt nordost är den platt.Runt Jāneslū är det ganska tätbefolkat, med 185 invånare per kvadratkilometer. Närmaste större samhälle är Urmia, 6,9 km nordost om Jāneslū. Trakten runt Jāneslū består i huvudsak av gräsmarker.